# Crise migratoire entre la Colombie et le Venezuela

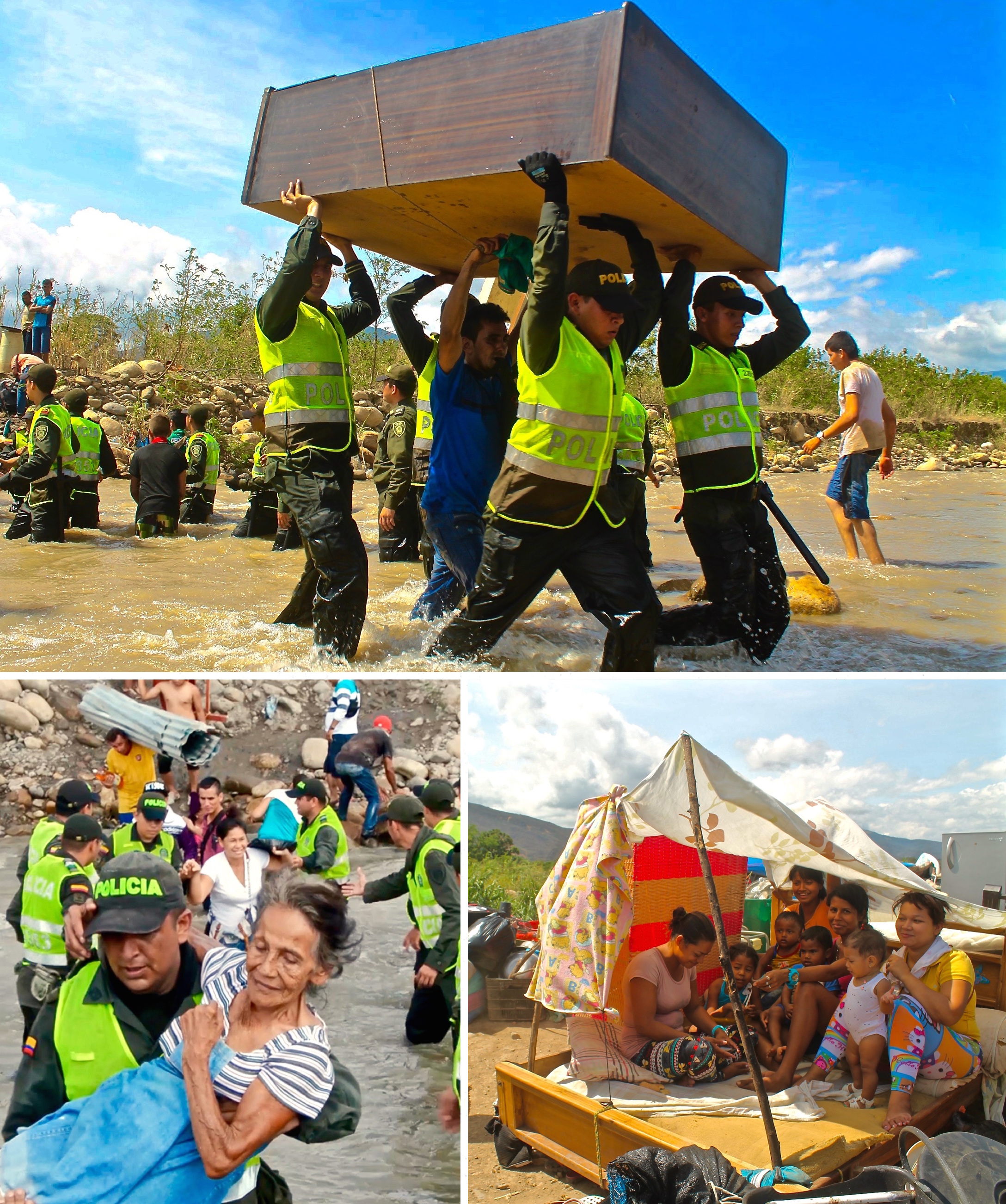
Migrants lors de la crise entre la Colombie et le Venezuela.

Une crise diplomatique, humanitaire et migratoire a lieu entre la Colombie (gouvernement du président Juan Manuel Santos) et le Venezuela (gouvernement du président Nicolás Maduro) du 19 août 2015 au 12 août 2016. L'élément déclencheur de cette crise est la volonté proclamée des autorités vénézuéliennes, de refréner l'expansion du paramilitarisme colombien (en), qui, selon la version du gouvernement vénézuélien, se serait manifesté par une embuscade contre la force publique vénézuélienne. Cela aboutit à la mise en place de l'état d'exception dans plusieurs municipalités des États de Táchira, de Zulia, d'Apure et d'Amazonas, limitrophes de la Colombie, ainsi qu'à la fermeture définitive de certaines portions de la frontière entre les deux pays. Au 7 septembre 2015, le Haut Commissariat des Nations unies pour les réfugiés estime que plus de 20 000 Colombiens ont quitté le Venezuela, dont plus de 85 % volontairement, mais pour certains expulsés.

## Historique

### La fermeture subite de la frontière vénézuélienne

#### Contexte
Depuis les années 1970, les Colombiens ont fui au Venezuela pour éviter le conflit armé colombien qui touche leur pays et, dans les années 1990, ils représentent 77 % de tous les immigrants au Venezuela, selon Raquel Alvarez, sociologue à l'université des Andes au Venezuela. Lorsque la crise frontalière éclate, plus de 5 millions de Colombiens vivent au Venezuela, dont plusieurs centaines de milliers ont immigré illégalement. La présence de ces derniers reste néanmoins acceptée par les autorités vénézuéliennes, et les migrants illégaux peuvent également bénéficier des programmes sociaux proposés par leur pays d'accueil. Au début des années 2000, le président vénézuélien Hugo Chávez avait développé de nombreux programmes sociaux appelés « Missions bolivariennes »,. Avec ces programmes, le gouvernement de Chávez a accordé aux Colombiens la résidence, le droit de voter et d'autres services sociaux, offrant même les trajets en bus pour faire traverser la frontière aux Colombo-Vénézuéliens souhaitant participer aux élections,. La création de contrôles des changes et de subventions sous l'ère Chávez a également entrainé un développement des activités de contrebande au niveau des frontières. Ainsi, des bandes organisées colombiennes, paramilitaires ou non, profitaient souvent des subventions du gouvernement bolivarien sur les produits d'usage courant, pour les transporter illégalement vers la Colombie où les mêmes marchandises s'échangeaient sur des prix beaucoup plus élevés .
Par ailleurs, les groupes paramilitaires colombiens orchestraient, selon le gouvernement chaviste, des meurtres de nature politique au Venezuela, comme ceux de Danilo Anderson, procureur vénézuélien chargé de l’enquête sur des personnes impliquées dans la tentative de coup d’État d'avril 2002, assassiné en 2004 ; et de Robert Serra, élu socialiste à l'Assemblée nationale tué avec son épouse en 2014.

#### Début de la crise

Municipalités colombiennes et vénézuéliennes touchées par la crise entre les deux pays.

Le 19 août 2015, à la suite d'une embuscade dans laquelle trois militaires et un civil sont blessés, le président du Venezuela Nicolás Maduro ordonne la fermeture pour 72 heures d'une portion de la frontière avec la Colombie, dans le nord-ouest du Venezuela, au niveau de San Antonio del Táchira et d'Ureña. Selon Maduro, l'attaque s'est déroulée alors que les militaires « s'apprêtaient à combattre cette mafia de (contrebandiers) paramilitaires qui viennent de Colombie », demandant alors « toute la coopération des autorités colombiennes pour l'identification et l'arrestation des assaillants », « au cas où ceux-ci seraient passés en territoire colombien ».

#### État d'exception décrété
Le 22 août 2015, au terme des 72 heures, Maduro décide de fermer indéfiniment la partie de la frontière et décrète l'état d'exception pour une durée prorogeable de 60 jours dans plusieurs villes de l'ouest du pays, à savoir Bolívar, Pedro María Ureña, Junín, Libertad, Independencia et Rafael Urdaneta situées dans l'État de Táchira,. Le gouvernement vénézuélien a ainsi recours à l'état d'exception pour la première fois depuis l'entrée en vigueur de la Constitution de la république bolivarienne du Venezuela promulguée par Hugo Chávez en 1999. Cette décision unilatérale de Caracas, qui attise les tensions entre les deux pays, est alors déplorée par le président colombien Juan Manuel Santos. Ce dernier plaide pour davantage de collaboration entre la Colombie et le Venezuela afin de lutter plus efficacement contre les activités de guérilleros, de paramilitaires, de trafiquants de drogue et de contrebandiers.
Le 24 août, lors d'une conférence de presse devant les médias nationaux et internationaux au palais de Miraflores à Caracas, Nicolás Maduro annonce que le groupe de six individus ayant attaqué les trois soldats des Forces armées vénézuéliennes (FANB) a été capturé. Il serait composé de quatre Colombiens :
- Erika Moncada Higuita, âgée de 29 ans et qui serait l'épouse du chef du groupe paramilitaire ayant perpétré l'attaque[18] ;
- Carlos Andrés Arango, 31 ans, alias El Paisa[18] ;
- Sergio Onofre Ojeda, 19 ans, alias El Caliche[18] ;
- Franklin Valerio, 22 ans, alias El Baraja[18].

Deux Vénézuéliens, Julio César Villacid León et Willmer Alexis Tarazona, alias El Soldado, auraient également été impliqués dans l'embuscade.

#### Expulsion et exode des Colombiens

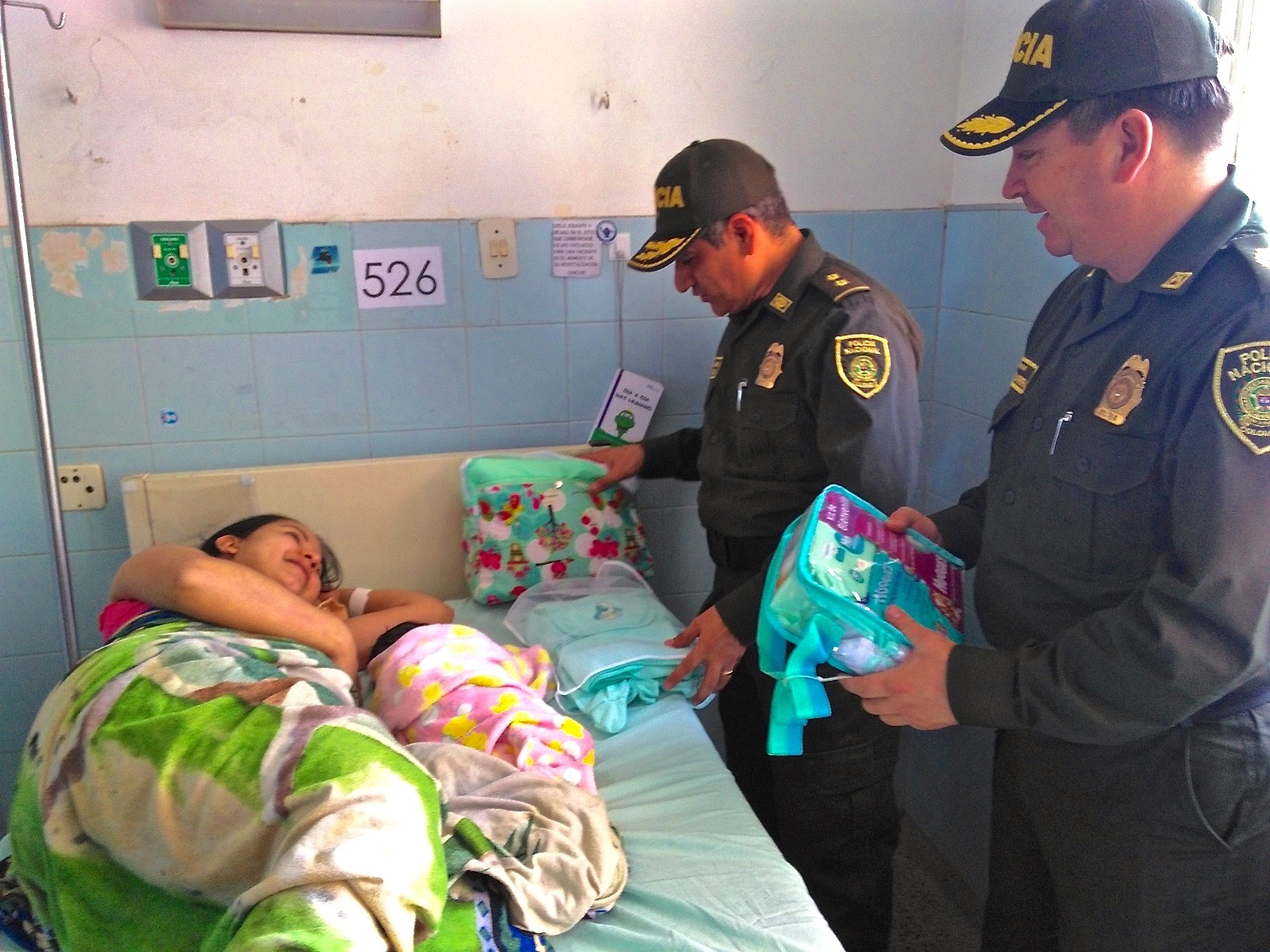
Officiers de la police nationale colombienne fournissant des articles à une femme et son enfant.

À la suite de la déclaration d'état d'exception du 22 août, une opération policière, appelée « opération de libération du peuple », est menée pour chercher des paramilitaires colombiens à San Antonio del Táchira, dans le quartier La Invasión où 90 % des habitants seraient Colombiens. José Rozo, ex-président vénézuélien de la chambre de commerce de cette ville, explique que « les militaires ont fait le tour des maisons et les ont marquées avec les lettres R ou D, pour "révision" ou "démolition". Dans chaque maison, ils ont vérifié qui y vivait, cherché s'il y avait des armes, et décidé s'il fallait la démolir ». Il souligne également que de nombreux Colombiens ont été expulsés, sans pouvoir emporter leurs effets personnels et que des cas de maltraitance de la part des militaires ont été constatés. Des familles auraient été séparées, les parents colombiens étant renvoyés de force en Colombie sans leurs enfants lorsque ceux-ci avaient la nationalité vénézuélienne.
Dès le 23 août au soir, un " centre de commandement commun " est mis en place à Cúcuta, sous le commandement de la police de San Mateo, afin de « faire valoir les droits des Colombiens qui ont été déportés, faciliter le regroupement familial et tenir les gens informés » selon un communiqué officiel signé par Juan Manuel Santos. De la nourriture, des soins de santé et des services de transport pour ceux qui arrivent à la frontière et dans les centres de migration sont également distribués. Le ministre de l'Intérieur colombien, Juan Fernando Cristo, considère que « c'est un drame social (...) C'est un drame humanitaire que nous prenons en considération ici à Cúcuta ».
Le 25 août, Juan Manuel Santos ordonne le rappel de l’ambassadeur colombien au Venezuela, officialisant par cette mesure l'état conflictuel des relations entre les deux pays . Il juge ainsi qu'« effectuer des descentes dans les maisons, sortir de force les habitants, séparer les familles, ne pas leur permettre de sortir leurs maigres biens et marquer les maisons pour ensuite les démolir, ce sont des procédés absolument inacceptables et cela nous rappelle des épisodes amers dans l'histoire qui ne doivent pas se répéter ».

### Face à la crise, des discussions inquiètes, mais sans grand aboutissement

#### Première réunion entre les ministres colombienne et vénézuélienne des Affaires étrangères
Afin de tenter de trouver une solution à la crise qui secoue les deux pays, les ministres des Affaires étrangères vénézuélienne, Delcy Rodríguez et colombienne, María Ángela Holguín se retrouvent le 26 août 2015 lors d'une réunion dans la ville colombienne de Carthagène des Indes. Outre le problème de la crise frontalière, elles abordent également d'autres thèmes tels que les trafics de drogue et la contrebande d'essence et de denrées alimentaires. Si les deux femmes déclarent avoir eu un « dialogue franc » et fait « le premier pas pour une nouvelle frontière », elles ne parviennent néanmoins pas à trouver un accord définitif après près de cinq heures de discussions à huis clos.
Lors de ce dialogue bilatéral, Rodríguez accepte que les déportés colombiens puissent retourner au Venezuela, accompagnés par les autorités, afin de récupérer les biens qu'ils ont dû abandonner lors de leur expulsion. Elle convient également avec Holguín de travailler conjointement sur un protocole pour les déportations. Néanmoins, elle affirme que les déportés colombiens n'ont pas été maltraités et qu'il s'agit d'une manipulation médiatique contre son pays, certifiant que sa nation est l'une des constitutions respectant le plus les droits de l'homme.

#### Rappel des ambassadeurs et extension de l'état d'exception
Le 27 août 2015, une rencontre est prévue au niveau du pont international Simón Bolívar reliant Cúcuta à San Antonio del Táchira, entre le défenseur du peuple colombien (es), Jorge Armando Otálora (es), et le gouverneur de l'État de Táchira, José Gregorio Vielma Mora (en). Elle n'a finalement pas lieu car le gouvernement de Nicolás Maduro ne permet pas à Otálora de rentrer sur le territoire vénézuélien afin de traiter du sujet des migrants. Dans la foulée, Bogota rappelle son ambassadeur au Venezuela, Juan Manuel Santos expliquant ce choix par le fait que le Venezuela n'ait pas respecté l'accord trouvé la veille, permettant une visite du défenseur du peuple colombien à San Antonio del Táchira pour vérifier des allégations d'abus commis sur des Colombiens expulsés. C'est la première fois en cinq ans de présidence que Santos décide de faire revenir son ambassadeur, alors qu'il tentait jusque lors de rétablir de bonnes relations entre les deux pays, relations qui étaient très tendues du temps d'Álvaro Uribe (2002-2010) et de Hugo Chávez (1999-2013). Le gouvernement vénézuélien réplique alors en faisant de même avec son ambassadeur en poste à Bogota. Delcy Rodríguez déclare à cette occasion que « les relations avec la Colombie vont être totalement revues en raison des agressions auxquelles fait face notre peuple du fait des paramilitaires et de la guerre économique ».
Le lendemain, Nicolás Maduro annonce qu'il étend l'état d'exception à quatre nouvelles municipalités situées à l'ouest de l'État de Táchira et frontalières à la Colombie (Ayacucho, García de Hevia, Lobatera et Panamericano), « afin que l'État puisse prendre des mesures appropriées pour faire face efficacement à la situation conjoncturelle » comme indiqué dans l'article 1 du décret 1969.

#### Non-intervention de l'Organisation des États américains
Devant faire face à une situation qualifiée de « crise humanitaire grave » par les dirigeants colombiens, la Colombie demande à l'Organisation des États américains (OEA) d'organiser une réunion spéciale entre ministres des Affaires étrangères afin d'analyser le conflit frontalier qui l'oppose au Venezuela depuis le 19 août 2015. Cette requête est alors sujette à un vote de la part de l'OEA lors de la session du 31 août 2015, mais Bogota y essuie un revers dans sa confrontation avec Caracas, l'OEA refusant de se saisir du dossier. Selon les règles définies, la Colombie devait obtenir au moins 18 votes en sa faveur parmi les 34 pays membres pour que la demande soit validée. Avec 17 votes pour, 5 contre, 11 abstentions et une absence, il manque ainsi une voix pour que l'OEA se prononce sur le conflit entre les deux pays après avoir été prévenue des déportations de plus d'un millier de Colombiens en provenance du Venezuela.
Les votes se sont répartis comme suit :
- Pour : Colombie, Costa Rica, Salvador, États-Unis, Guatemala, Guyana, Honduras, Jamaïque, Mexique, Paraguay, Pérou, Sainte-Lucie, Uruguay, Bahamas, Barbade, Canada et Chili ;
- Contre : Équateur, Haïti, Nicaragua, Bolivie et Venezuela.
- Abstentions : Panama, Grenade, République dominicaine, Saint-Christophe-et-Niévès, Saint-Vincent-et-les-Grenadines, Suriname, Trinité-et-Tobago, Antigua-et-Barbuda, Belize, Brésil et Argentine ;
- Absence : Dominique.

Après l'annonce des résultats, María Ángela Holguín, la ministre colombienne des Affaires étrangères, afin de justifier les causes de son revers diplomatique, affirme que le Venezuela exerce une influence sur les Caraïbes via l'entreprise publique vénézuélienne Petrocaribe qui fournit du pétrole à des conditions préférentielles aux pays caribéens. Par ailleurs, elle exprime sa surprise devant la position du Panama qui aurait changé son vote à la dernière minute. Le président panaméen Juan Carlos Varela justifie la position de son pays en déclarant que « le Panama considère que dans ce type de conflit, la recherche du consensus est la voie à suivre, pas la polarisation ni la division ». Néanmoins, Holguín, qui considère que c'est une défaite pour l'OEA au sujet des droits de l'homme et des migrants, a préféré relativiser le résultat en valorisant les votes de soutien à la Colombie qui sont « la preuve que la plupart des pays veulent discuter de ce sujet ».
Jorge Rodriguez, maire de l'un des quartiers de la capitale vénézuélienne Caracas, estime hypocrites les manœuvres diplomatiques du gouvernement colombien devant l'OEA et rappelle que 8 millions de paysans colombiens ont été déplacés à l'intérieur de leur pays ou se sont réfugiés à l'étranger, et que des milliers de fosses communes ont été retrouvées en Colombie ces dernières années. Il rejette également la responsabilité de la crise sur le gouvernement colombien, considérant que si celui-ci commençait à se préoccuper de ses déplacés internes ces derniers n'auraient pas été obligés de trouver refuge au Venezuela .

#### Fermeture partielle de la frontière dans l'État de Zulia
Le 4 septembre 2015, Caracas accepte la mise en place d'un « corridor humanitaire » pour permettre aux enfants résidant au Venezuela et étudiant en Colombie de retourner en classe alors que leurs cours avaient été interrompus depuis la fermeture de la frontière. Cette mesure, qui concernerait entre 1 000 et 1 500 élèves, répond à l'une des « conditions » posées la veille par Juan Manuel Santos, avant toute rencontre avec Nicolás Maduro. Certaines personnes, telles qu'Alejandro García, l'alcade de la municipalité vénézuélienne d'Ureña, considèrent que « c'est un grand pas » dans la gestion de la crise.
Le 7 septembre, alors que les relations semblaient s'améliorer à la suite de la médiation active de l'Église catholique et avec la perspective d'une rencontre entre les deux présidents, Maduro décide dès le lendemain de renforcer le bouclage de la frontière entre les deux pays en y envoyant 3 000 militaires vénézuéliens, ceux-ci s'ajoutant aux 2 000 déjà présents. Le passage entre les deux pays devient dorénavant impossible au niveau de l'État de Zulia, le président vénézuelien déclarant à cette occasion : « J'ai décidé, après un diagnostic précis pour construire une nouvelle frontière, de fermer le poste frontière de Paraguachón, dans l'État de Zulia pour prolonger notre action d'élimination des crimes commis par les paramilitaires contrebandiers ». L'état d'exception est également décrété dans les municipalités de Guajira, Mara et Almirante Padilla. Néanmoins, Maduro signale que les Indiens Wayuu, qui habitent la zone frontalière entre l'État de Zulia et le département de La Guajira en Colombie, sont exemptés de l'interdiction de passer la frontière car cela est vital pour leur communauté, disposant par ailleurs de la double nationalité. Alors qu'il ferme provisoirement sur certaines portions de la frontière les portes de son pays aux Colombiens, Maduro annonce dans un même temps offrir l'asile à 20 000 Syriens contraints à l'exil par la guerre civile qui secoue leur pays,.

#### Deuxième réunion entre les ministres colombienne et vénézuélienne des Affaires étrangères
Le 12 septembre 2015, les ministres des Affaires étrangères de Colombie et du Venezuela, María Ángela Holguín et Delcy Rodríguez, se retrouvent lors d'un nouvel entretien afin de s'arranger sur la réalisation d'une réunion présidentielle afin de résoudre la crise frontalière qui voit se confronter leurs pays. La rencontre entre les deux chancelières, qui se déroule dans le Palais de Najas (es), à Quito en Équateur, se fait en présence de leurs homologues d'Équateur et d'Uruguay, à savoir Ricardo Patiño et Rodolfo Nin Novoa, ces pays étant respectivement aux présidences rotatives de la CELAC et de l'UNASUR. Selon le communiqué lu par Patiño à l'issue de la réunion qui a duré environ cinq heures, les questions sensibles de la relation bilatérale colombo-vénézuélienne ont été abordées et ont avancé « de façon satisfaisante ». Cependant, il s'avère dans les faits que la réunion n'atteint pas son objectif qui était de fixer une date pour une rencontre entre Juan Manuel Santos et Nicolás Maduro.

### Des agissements douteux qui remuent les tensions

#### Incursions vénézuéliennes dans l'espace aérien colombien
Toujours le 12 septembre, dans la soirée, un communiqué officiel du ministère de la défense nationale colombien déclare que le système de défense aérien de la Force aérienne colombienne a détecté la présence de deux avions vénézuéliens survolant le territoire colombien au niveau de la Alta Guajira. Il s'agirait d'avions de modèle Hongdu JL-8 qui auraient survolé une position militaire des Forces militaires de Colombie dans la région de La Flor située à environ 2,27 km de la frontière et la zone de Majayura avant de disparaître rapidement en direction de Castilletes, un lieu qui sert de borne frontière no 1 pour définir la frontière entre la Colombie et le Venezuela. Alors que cet incident survient en pleine crise diplomatique entre les deux pays, Juan Manuel Santos ordonne à ses ministères des Affaires étrangères et de la Défense de présenter une protestation officielle et demander des explications à Caracas après cette intrusion,. Le lendemain, le gouvernement vénézuélien accuse Bogota d'avoir inventé ces allégations dans le but de faire échouer une éventuelle réunion entre les deux présidents destinée à résoudre la crise diplomatique et frontalière qui secoue les deux pays. Selon la chancelière vénézuelienne, Delcy Rodríguez, il n'existe aucune preuve d'une supposée violation de l'espace aérien colombien et il s'agirait d'une tentative du gouvernement colombien pour que la gestion de la CELAC et de l'UNASUR dans le dialogue entre les deux présidents avorte.
Selon le commandant de la force aérienne colombienne (FAC), le général Carlos Bueno, un autre avion militaire vénézuélien a également pénétré l'espace aérien colombien dans le département du Vichada le 13 septembre, soit le lendemain de la première incursion signalée. L'appareil « de haute performance étant donné la vitesse enregistrée par le radar », qui s'avèrerait être un Lockheed Martin F-16A/B, aurait ainsi survolé « le territoire colombien sur une distance de 10 kilomètres » avant de « virer à 350 degrés pour quitter l'espace aérien national ». La force aérienne vénézuélienne explique que le pilote a été obligé de passer par la Colombie à cause de mauvaises conditions météorologiques mais la FAC signale qu'aucune demande d'autorisation n'a été effectuée contrairement aux procédures prévues par un accord de coopération bilatéral. De plus, selon le général Héctor Fabio Velasco, ancien commandant de la FAC, il s'agit d'une provocation de la part du Venezuela car, même s'il existe une marge d'erreur qui explique qu'un avion puisse survoler un territoire étranger, cela se joue normalement en mètres et non en kilomètres, même lorsque les conditions météorologiques sont difficiles.

#### Fermeture de la frontière dans les États d'Apure et de Zulia
Le décret no 1814 du 14 septembre 2015 est signé par Juan Manuel Santos afin de pouvoir réunifier les familles qui ont été éclatées à cause de la fermeture de la frontière. Selon le gouvernement colombien, ce décret est l'une des mesures qu'il a prises après avoir déclaré l'état d'urgence. Il permet ainsi aux citoyens vénézuéliens qui sont des conjoints ou des compagnons permanents de Colombiens déportés, expulsés ou renvoyés par le Venezuela, d'obtenir un permis spécial d'entrée et de séjour, puis de demander à obtenir la nationalité colombienne s'ils le désirent. Pour cela, les Vénézuéliens répondant aux critères doivent rejoindre un des 27 Centros Facilitadores de Servicios Migratorios de Migración Colombia afin d'obtenir soit un permis spécial d'entrée et de séjour soit un permis spécial temporaire d'entrée, les deux étant valables pour une durée de 180 jours non prorogeables,.
Nicolás Maduro ordonne le 15 septembre 2015 la fermeture de la frontière entre le Venezuela et la Colombie, décrétant l'état d'exception dans trois municipalités de l'État d'Apure (Páez, Rómulo Gallegos et Pedro Camejo) ainsi que dans sept municipalités de l'État de Zulia (Jesús Enrique Lossada, Rosario de Perijá, Machiques de Perijá, La Cañada, Jesús María Semprún, Catatumbo et Colón),. Dorénavant, il ne reste plus qu'un seul État limitrophe de la Colombie, l'État d'Amazonas, à ne pas être pas concerné par l'état d'exception. Lors de son intervention, Maduro justifie cette décision par le fait qu'il ait l'impression que le président colombien ne veuille pas le rencontrer pour résoudre la crise. Par ailleurs, il signale avoir donné des instructions à son ministre de la Défense, Vladimir Padrino López, pour renforcer la présence des forces armées vénézuéliennes à tous les niveaux, à savoir au sein de l'Armée de terre, de l'Armée de l'air, des Forces navales et de la Garde nationale, dans le but de parer à toute éventuelle provocation du côté colombien,. Le lendemain, lors d'une intervention télévisée, Juan Manuel Santos tend la main à son homologue vénézuélien en déclarant souhaiter le rencontrer afin de résoudre la crise frontalière durant laquelle plus de 20 000 Colombiens en situation irrégulière ont fui le Venezuela. Selon lui, le problème ne peut être résolu en fermant davantage les frontières mais par un échange « respectueux, franc, sincère, s'appuyant sur des faits et des réalités ».

#### Nouvelles incursions en territoire étranger

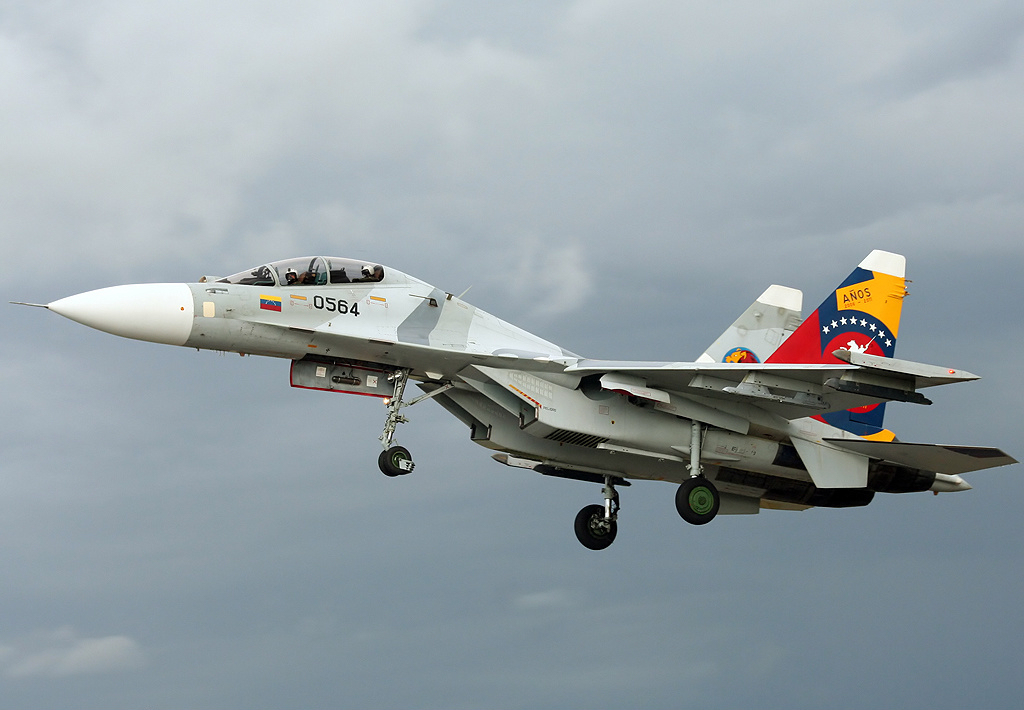
Un Su-30MKII vénézuélien identique à celui qui s'est écrasé le 17 septembre.

Le 17 septembre 2015, vers 21h passées, un avion de chasse Soukhoï Su-30 s'écrase dans le nord-ouest du Venezuela, à quelques kilomètres de la frontière avec la Colombie, dans l'État d'Apure, une zone qui souffre du « fléau du narcotrafic » selon les dires de Nicolás Maduro. Selon le ministre de la Défense vénézuélien, Vladimir Padrino López, l'avion accidenté a été envoyé depuis la base aérienne Manuel Ríos, située à El Sombrero, dans l'État de Guárico, en réponse à une violation de l'espace aérien vénézuélien par un aéronef non identifié venant de Colombie. Une commission d'enquête a été désignée afin de lever le voile sur les causes du sinistre,. À la suite de cet incident, le président Maduro annonce vouloir nouer des alliances avec la Russie et la Chine afin de remplacer l'appareil détruit et de renforcer sa flotte aérienne,. De son côté, Padrino López indique que des troupes armées vont être déployées dans les municipalités vénézuéliennes de Machiques de Perijá, Rosario de Perijá, Jesús Enrique Lossada, La Cañada de Urdaneta, Catatumbo, Jesús María Semprúm, Colón, Rómulo Gallegos, Pedro Camejo et Páez afin de faire à toute situation de violence, de criminalité, de violation des droits de l'homme, de trafic de stupéfiants ou encore de contrebande d'extraction.
Le 18 septembre 2015, l'armée colombienne signale que les troupes vénézuéliennes sont entrées dans la municipalité de Maicao située dans le département de La Guajira. Selon le rapport, environ quinze soldats vénézuéliens de la Guardia Nacional Bolivariana ont traversé la frontière alors qu'ils poursuivaient à bord d'un véhicule 4 x 4 un homme armé qui était sur une motocyclette. Parvenu à Maicao, l'homme a abandonné son véhicule et est entré dans une maison. Les troupes vénézuéliennes ont alors brûlé la moto avant de quitter la Colombie,. À la suite de cette intrusion, des habitants de la localité déclarent avoir été maltraités par les soldats vénézuéliens tandis que les troupes colombiennes auraient retrouvée des douilles. Un contingent de troupes colombiennes est envoyé dans cette zone, en attendant les circonstances de l'incident soient clarifiées,.

### Vers une reprise active des négociations

#### Première réunion entre les deux présidents
À la suite d'une invitation lancée par l'UNASUR le 15 septembre 2015 afin que les chefs d'État colombien et vénézuélien discutent de la crise diplomatique et frontalière qui les divise, Juan Manuel Santos et Nicolás Maduro se rencontrent à Quito, dans le palais Carondelet, siège du gouvernement équatorien, le 21 septembre. Sous l'égide de la CELAC et de l'UNASUR représentées par leurs présidents pro tempore respectifs, Rafael Correa (président de l'Équateur) et Tabaré Vázquez (président de l'Uruguay), ils s'entretiennent durant cinq heures. À l'issue de cette réunion, ils adoptent un accord en sept points qui prévoit, :
- le retour immédiat des ambassadeurs des deux pays à Bogota et Caracas ;
- le renforcement du dialogue bilatéral ;
- la mise en place d'un accord permettant de résoudre les problèmes de la frontière commune ;
- la réalisation d'une enquête sur la situation au niveau de la frontière ;
- une réunion au niveau ministériel à Caracas le 23 septembre pour traiter des thèmes sensibles de la frontière ;
- la normalisation progressive de la situation à la frontière ;
- travailler avec l'aide de l'Équateur et de l'Uruguay.

Après cette rencontre entre chefs d'État, Maduro estime que « le bon sens, le dialogue l'ont emporté, et ce qui doit toujours triompher : la paix, la paix entre nos pays ». De son côté, Santos déclare que « ici, comme l'a dit le président Maduro, le bon sens a primé. Ce fut une discussion, un dialogue serein, respectueux et productif, et je suis très satisfait de rétablir ce dialogue avec le Venezuela ».

#### Un retour vers la normalisation de la situation?

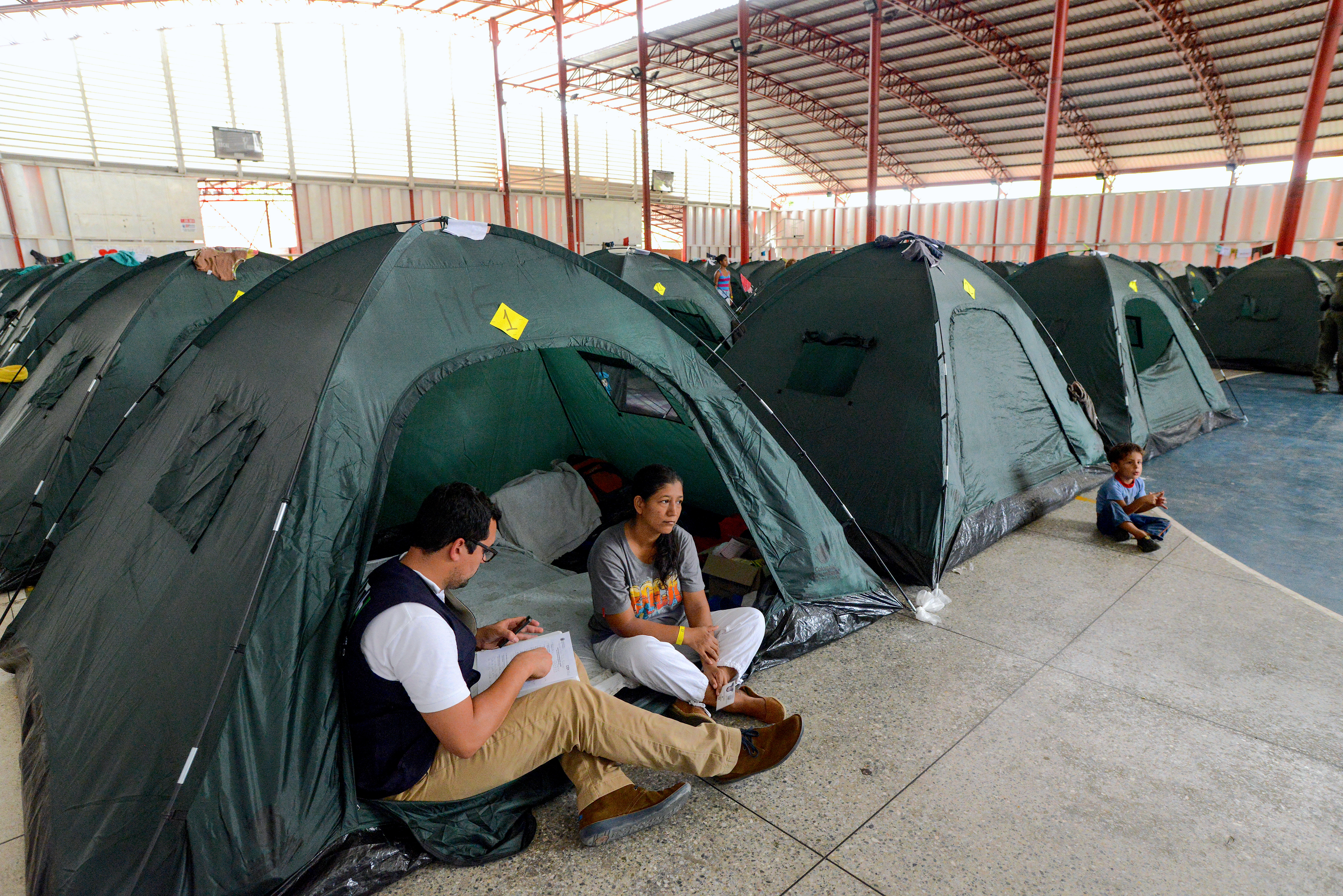
Un membre de la CIDH interrogeant une femme dans un camp de réfugiés en Colombie.

Le 22 septembre 2015, Nicolás Maduro annonce l'activation effective dès le lendemain d'une huitième zone de l'état d'exception dans l'état d'Amazonas comprenant les municipalités d'Atabapo, Atures, Autana, Maroa et Río Negro. De plus, il étend la fermeture de la frontière à trois autres municipalités de l'état d'Apure.
Le 28 septembre, le secrétaire général de l'UNASUR et ancien président colombien, Ernesto Samper, rencontre Nicolás Maduro dans le cadre d'une assemblée générale de l'ONU à New York. Au terme de cette entrevue, un communiqué annonce que le gouvernement vénézuélien se propose d'aider les citoyens déportés au cours de la crise frontalière entre les deux pays à retourner au Venezuela, ce qui est considéré par Samper comme un « geste humanitaire important »,. Le même jour, la Commission interaméricaine des droits de l'homme dénonce la crise humanitaire touchant les déportés et rapatriés colombiens en raison de la peur et de la situation qu'ils vivent au Venezuela, se déclarant par ailleurs préoccupée par de multiples violations des droits de l'homme constatées. Alors que les deux gouvernements s'étaient accordés sur la date du 29 septembre pour une réunion entre délégations ministérielles comme le prévoyait l'accord à l'issue de l'entretien entre les deux présidents, cette rencontre est dans un premier temps annulée, puis reportée au 2 octobre. Elle a lieu dans la quinta de San Pedro Alejandrino, à Santa Marta, en Colombie, avec pour protagonistes le ministre de la Défense vénézuélien, Vladimir Padrino López, et son homologue colombien, Luis Carlos Villegas ainsi que les ambassadeurs de l'Équateur, Raúl Vallejo, et de l'Uruguay, Duncan Croci. À cette occasion, les thèmes du narcotrafic, de la contrebande de combustible et du crime organisé qui touche les deux pays, sont abordés et trois autres réunions sont initialement prévues dans le même mois pour traiter de la sécurité frontalière.
Le 19 octobre 2015, le journal officiel de la république bolivarienne du Venezuela (es) publie la ratification par le gouvernement vénézuélien de la prorogation de soixante jours de l'état d'exception pour les municipalités de Bolívar, Pedro María Ureña, Junín, Capacho Viejo, Capacho Nuevo et Rafael Urdaneta, situées dans l'État de Táchira. Cette mesure, dont la constitutionnalité est ratifiée par le Tribunal suprême de justice début novembre, affecte ainsi le déroulement des prochaines élections législatives et la journée même du vote prévue au Venezuela le 6 décembre puisqu'elle va au-delà de cette date.
Début novembre 2015, Maduro annonce aux médias que la réunion, qui était prévue avec Santos dans le mois au sujet de la crise frontalière, est reportée à 2016, le président de la République colombien ayant des « problèmes d'agenda ». Il déclare également avoir foi dans le fait que Santos va accélérer son agenda de travail pour traiter du différend qui oppose leurs deux pays. Enfin, il se justifie de nouveau sur la fermeture de la frontière et sur la prolongation de l'état d'exception, déclarant que ces mesures ont été mises en place pour lutter contre la contrebande de nourriture, de médicaments et de carburant à proximité de la Colombie. Elles serviraient également à faire face à la violence paramilitaire ainsi qu'à une activité de change du côté colombien qui porterait atteinte à la monnaie vénézuélienne. En décembre, un ancien chef des Autodéfenses unies de Colombie est capturé près de la frontière par l'agence anti-drogue nationale du Venezuela.

#### Maintien de la fermeture des frontières malgré la fin de l'état d'exception
Le décret, qui maintient l'état d'exception au niveau de différentes localités vénézuéliennes frontalières à la Colombie, expire le 18 décembre 2015. Néanmoins, Nicolás Maduro décide que la frontière entre les deux pays doit rester fermée. Un groupe de députés du parlement vénézuélien au sein de l'opposition accuse alors Madura d'« abus de pouvoir » et dépose une requête auprès du bureau du Procureur général de l'État de Táchira le 29 décembre pour que les passages frontaliers soient rétablis,. D'ici la fin de l'année 2015, Le député vénézuélien et législateur Walter Márquez veut également porter plainte auprès de Cour pénale internationale de La Haye à l'encontre de Nicolás Maduro et du gouverneur de l'État de Táchira, José Vielma Mora, estimant qu'ils auraient commis des crimes contre l'humanité. En effet, selon lui, « après la fermeture des voies terrestres entre les deux pays, quelque 1 500 Colombiens ont été déportés illégalement, 18 000 sont partis d'eux-mêmes et quelque 250 maisons ont été détruites », cette situation désastreuse étant la conséquence des ordres de Maduro. Il estime, par ailleurs, que le gouvernement a violé les droits humains lors de cette crise qui oppose les deux pays.
Le 15 janvier 2016, malgré l'avis de l'opposition parlementaire, Nicolás Maduro confirme le maintien de la fermeture de la frontière avec la Colombie afin de combattre les « mille démons » qui viennent de ce pays, à savoir la contrebande, le paramilitarisme et le narcotrafic,. Cependant, quelques jours plus tard, un corridor humanitaire est rouvert dans l'État de Táchira pour les écoliers, dans le cadre d'« un dispositif spécial de passage frontalier pour la rentrée des classes en Colombie », avec la mise en place d'un système de transport par bus. Selon les chiffres enregistrés, ce seraient au moins 2 500 enfants qui auraient ainsi traversé les ponts internationaux Simón Bolívar et Francisco de Paula Santander (es) pour suivre leurs cours dans des villes colombiennes proches de la frontière, telles que Cúcuta et Villa del Rosario.

### Réouverture progressive de la frontière

#### Mobilisation des femmes vénézuéliennes
Le 5 juillet 2016, environ 500 Vénézuéliennes, vêtues de blanc, forcent les contrôles et traversent la frontière illégalement afin de rejoindre la ville colombienne de Cúcuta. Elles y achètent notamment des aliments et des médicaments auxquels elles n'ont plus accès dans leur pays en raison d'une forte pénurie qui les oblige à faire de longues queues pour acheter à prix onéreux ce dont ils ont besoin. Une habitante originaire d'Ureña, qui a participé à cette mobilisation, explique que « c'était un mouvement spontané et apolitique. On a commencé à entendre dans le quartier que des femmes s'organisaient pour traverser la frontière. On s'est donné rendez-vous très tôt, on a pris des bus… Une fois arrivées à la douane, les militaires ne voulaient pas nous laisser passer. Mais on a quand même traversé le passage à pied ».

#### Une nouvelle réunion entre les deux présidents
Le 11 août 2016, soit près d'un an après la fermeture de la frontière décidée par le gouvernement bolivarien, les présidents Juan Manuel Santos et Nicolás Maduro se rencontrent de nouveau, dans la ville vénézuélienne de Puerto Ordaz. Après plus de quatre heures de discussions durant lesquelles le thème récurrent est la sécurité au niveau de la zone frontalière, ils conviennent de la réouverture progressive de la frontière, après avoir convenu de créer un centre binational pour la lutte contre le crime international ou transnational. Cet accord permet le passage des piétons entre les deux pays par cinq points de passage contrôlés : les ponts Simón Bolívar et Unión (Norte de Santander), le pont José-Antonio-Páez (Arauca), ainsi qu'au niveau du corregimiento de Paraguachón (La Guajira) et de la municipalité de Puerto Carreño (Vichada),. La décision prise par les deux présidents est effective dès le 13 août,.

#### Un fort mouvement de population vénézuélienne
Les services colombiens de l'immigration estiment le nombre de Vénézuéliens à entrer en Colombie à 326 000 durant la semaine qui suit l'ouverture de la frontière,, dont 127 000 pour les trois premiers jours. Le pont Simón Bolívar, dans le Norte de Santander, est alors le principal point d'entrée vers la Colombie, enregistrant le passage de 201 000 Vénézuéliens pour cette même période. Toujours selon les services colombiens de l'immigration, 80 % de ces Vénézuéliens traversent la frontière pour acheter « différents produits » (notamment de première nécessité qu'ils ne trouvent pas dans leur pays), tandis que 12 % d'entre-eux viennent rendre visite à un membre de leur famille, 7 % vont à des rendez-vous médicaux ou font des courses et 1 % prend des vols internationaux.
Le 2 octobre 2016, tous les points de passage entre les deux pays sont fermés, sauf « en cas de transit à effectuer pour des raisons fortuites ou de force majeure », en raison du référendum colombien pour approuver l'accord de paix entre le gouvernement colombien et les Forces armées révolutionnaires de Colombie (FARC).
En conséquence de l'accord de paix, des milliers de Colombiens se réfugient au Venezuela pour fuir les groupes paramilitaires qui envahissent les régions dont se sont retirés les guérilleros.
En août 2017, l'ancien procureur général Luisa Ortega Díaz fuit en Colombie, accompagnée de son mari.

## Conséquences

### État d'exception par zones
Lors de la crise entre la Colombie et le Venezuela, le président vénézuélien Nicolás Maduro décrète pour plusieurs zones (composées de municipalités) l'état d'exception et la fermeture des frontières. Ces zones sont sous la responsabilité d'officiers de l'armée nationale. L'état d'exception est inscrit dans la constitution vénézuélienne dans les articles 337, 338 et 339.
| Zones  | État d'exception     | États    | Municipalités                                                                          | Carte |
| ------ | -------------------- | -------- | -------------------------------------------------------------------------------------- | ----- |
| Zone 1 | Depuis le 22/08/2015 | Táchira  | Bolívar, Pedro María Ureña, Junín, Libertad, Independencia et Rafael Urdaneta          |       |
| Zone 2 | Depuis le 28/08/2015 | Táchira  | Ayacucho, García de Hevia, Lobatera et Panamericano                                    |       |
| Zone 3 | Depuis le 07/09/2015 | Zulia    | Guajira, Mara et Almirante Padilla                                                     |       |
| Zone 4 | Depuis le 15/09/2015 | Zulia    | Jesús Enrique Lossada, Rosario de Perijá, La Cañada de Urdaneta et Machiques de Perijá |       |
| Zone 5 | Depuis le 15/09/2015 | Zulia    | Jesús María Semprún, Catatumbo et Colón                                                |       |
| Zone 6 | Depuis le 15/09/2015 | Apure    | Páez                                                                                   |       |
| Zone 7 | Depuis le 15/09/2015 | Apure    | Rómulo Gallegos et Pedro Camejo                                                        |       |
| Zone 8 | Depuis le 23/09/2015 | Amazonas | Atabapo, Atures, Autana, Maroa et Río Negro                                            |       |

### Drame humanitaire

Mouvements migratoires lors de la crise colombo-vénézuélienne de 2015.

Après le déplacement massif de Colombiens par les autorités vénézuéliennes dans l'État de Táchira en raison de l'état d'exception instauré par Nicolás Maduro, beaucoup d'entre eux sont déportés vers la ville frontalière de Cúcuta tandis que des mouvements migratoires de Colombiens quittant par leurs propres moyens le Venezuela vers la Colombie sont observés. Ces événements provoquent une situation humanitaire grave telle que les services de migration et d'aide aux déplacés sont submergés par le nombre exceptionnel de personnes entrant en Colombie en un laps de temps très court. Pour pallier cela, les besoins humanitaires sont centrés sur la sécurité alimentaire et la nutrition ainsi que sur les biens non-alimentaires tels que les kits de toilette, les vêtements, de l'eau, des couches, des matelas, des tentes et des couvertures. Diverses organisations gouvernementales et non gouvernementales, parrainées par le bureau de la coordination des affaires humanitaires, participent à la réalisation de ce plan d'aide, en plus de fournir un appui humanitaire aux nouveaux arrivants.
La zone limitrophe comprise entre les villes de Cúcuta (Colombie) et San Antonio du Táchira (Venezuela) est la plus touchée par cette crise migratoire. Au fur et à mesure de l'arrivée massive des déportés, il devient nécessaire de créer des abris et des centres d'accueil pour les réfugiés,. Dès le 23 août 2015 au soir, un Centre de commandement unifié est mis en place à Cúcuta, sous le commandement de la police de San Mateo, afin de « faire valoir les droits des Colombiens qui ont été déportés, faciliter le regroupement familial et tenir les gens informés » selon un communiqué officiel signé par Juan Manuel Santos.
Selon l'antenne locale du Haut Commissariat des Nations unies pour les réfugiés, au 7 septembre, 1 467 Colombiens ont été expulsés du Venezuela et 18 619 autres ont regagné la Colombie par leurs propres moyens. La plupart de ces migrants s'est réfugiée à Cúcuta et 14 321 d'entre eux sont inscrits en tant que sinistrés.
|                                                                                              | Norte de Santander | Norte de Santander | Norte de Santander | Arauca | Arauca | Arauca | La Guajira | La Guajira | La Guajira | Vichada | Vichada | Vichada | Total | Total | Total |
| -------------------------------------------------------------------------------------------- | ------------------ | ------------------ | ------------------ | ------ | ------ | ------ | ---------- | ---------- | ---------- | ------- | ------- | ------- | ----- | ----- | ----- |
| Nombre de déportés                                                                           | 1097               | 1099               | 1099               | 68     | 82     | 93     | 277        | 427        | 522        | 25      |         |         | 1467  | 1608  | 1714  |
| Nombres d'exilés                                                                             | 17462              | 17027              | 18646              | 500    | 1051   | 1250   | 632        | 1442       | 1938       | 25      | 166     | 190     | 18619 | 19686 | 22024 |
| Total                                                                                        | 18559              | 18126              | 19745              | 568    | 1133   | 1343   | 909        | 1869       | 2460       | 50      | 166     | 190     | 20086 | 21294 | 23738 |
| - En date du 08 septembre 2015 - En date du 18 septembre 2015 - En date du 25 septembre 2015 |                    |                    |                    |        |        |        |            |            |            |         |         |         |       |       |       |

## Réactions

### Réactions au Venezuela et en Colombie
Dans un pays comme dans l'autre, l'opinion publique nationale s'est majoritairement associée à la gestion de la crise opérée par le gouvernement, bien que cela soit plus accentué au Venezuela qu'en Colombie. En effet, selon un sondage publié par le journal colombien El Espectador, 61 % des Vénézuéliens ont soutenu les décisions de Nicolás Maduro, ce qui tend à indiquer que malgré l'hostilité à ces décisions manifesté par les responsables de l'opposition une partie importante, sinon majoritaire, de l'électorat défavorable au gouvernement le soutenait néanmoins dans sa gestion de cette crise. En Colombie, 51 % des personnes sollicitées ont déclaré trouver bonne ou très bonne la gestion de la crise par Juan Manuel Santos, contre 47 % qui l’estimaient très mauvaise. Par ailleurs, 43 % des sondés colombiens envisageaient la possibilité d'une guerre contre le Venezuela.

### Réactions internationales
- Le 6 septembre 2015, sur la place Saint-Pierre, le pape François s'exprime sur la crise frontalière entre la Colombie et le Venezuela. Selon lui, « les évêques du Venezuela et de la Colombie se sont réunis pour examiner ensemble la situation douloureuse qui s'est créée sur la frontière entre les deux pays. Je vois en cette rencontre un clair signe d'espérance. J'invite tous, en particulier les peuples bien-aimés du Venezuela et de la Colombie, à prier pour que, dans un esprit de solidarité et de fraternité, les difficultés actuelles puissent être surmontées »[96],[97].
- Le ministre des Affaires étrangères du Paraguay, Eladio Loizaga (es), a exigé que les droits des migrants soient respectés et qu'ils soient traités comme des humains et que la situation des migrants colombiens devrait être considéré avec la plus grande attention et la priorité par les pays de l'UNASUR[98].
- Le Département d'État des États-Unis d'Amérique a déclaré être « prêt à travailler avec les deux pays et d'autres partenaires régionaux pour trouver une solution pacifique, humaine et durable », tout en exhortant l'attention sur « l'aggravation de la situation humanitaire » à la frontière[99].